# Sombra de la Tierra

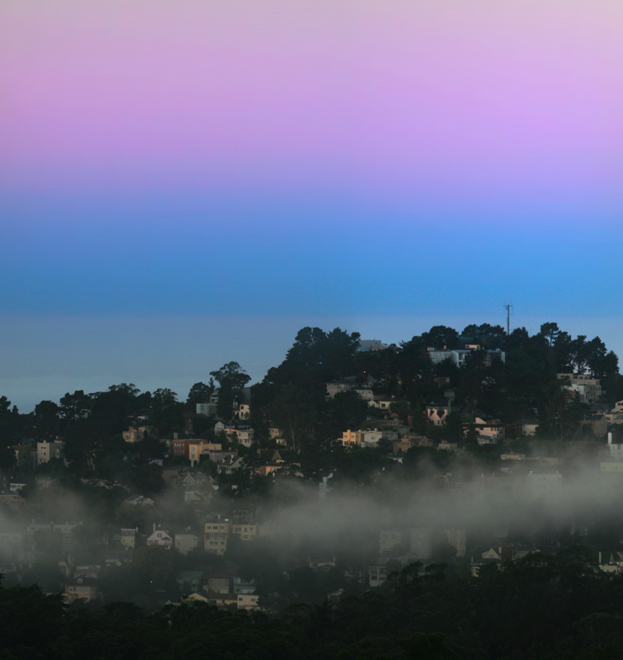
La sombra de la Tierra (azul) y el Cinturón de Venus (rosa) al amanecer, visto sobre el horizonte donde el cielo se encuentra con el mar, mirando hacia el oeste desde Twin Peaks, San Francisco.
(Nota: el área azul grisácea más baja es la superficie del Océano Pacífico, no el cielo).

La sombra de la Tierra es la sombra que la Tierra proyecta en su atmósfera y en el espacio exterior, hacia el punto antisolar. Durante el crepúsculo (temprano al anochecer y al final del amanecer), la franja visible de la sombra (a veces llamada segmento oscuro o cuña crepuscular) aparece en un cielo despejado como una banda oscura y difusa sobre el horizonte.

## Apariencia

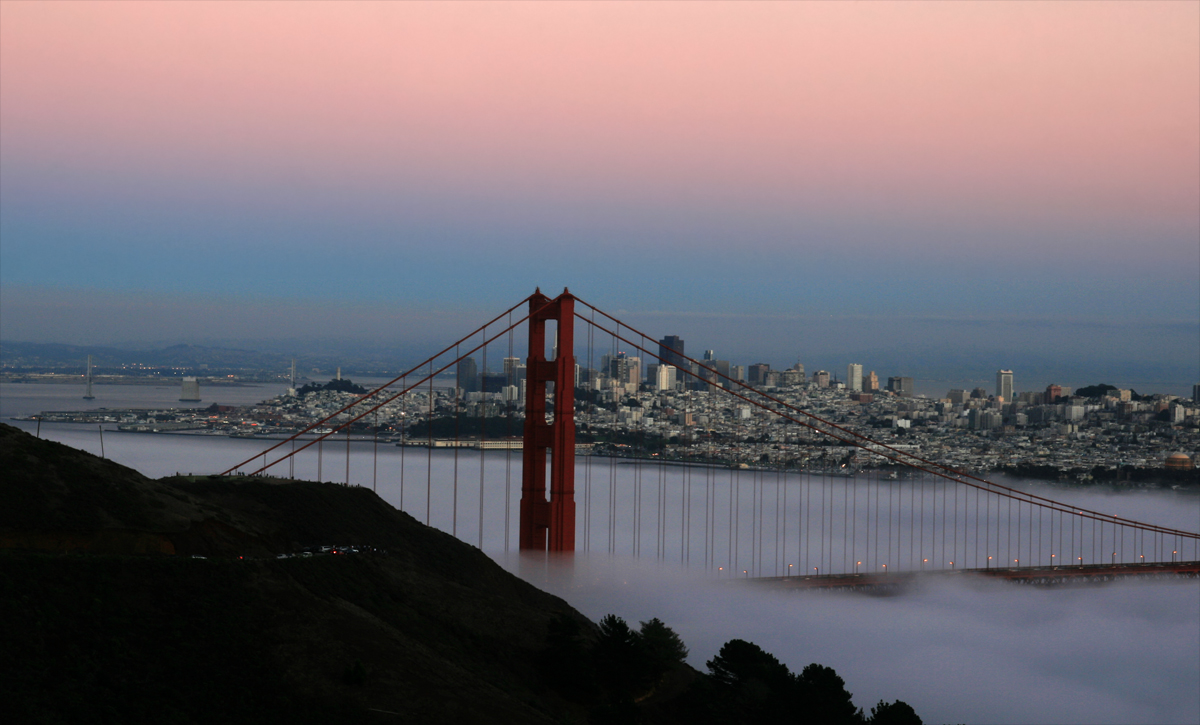
La sombra de la Tierra y el Cinturón de Venus al anochecer, mirando hacia el este desde Marin Headlands, justo al norte de San Francisco en octubre de 2010.
(Nota: una fina capa de nubes grisáceas oscurece parcialmente el horizonte en esta imagen).

La sombra de la Tierra proyectada sobre la atmósfera se puede ver durante la etapa "civil" del crepúsculo, suponiendo que el cielo esté despejado y que el horizonte esté relativamente despejado. La franja de la sombra aparece como una banda oscura azulada a púrpura que se extiende sobre 180° del horizonte opuesto al Sol, es decir, en el cielo oriental al anochecer y en el cielo occidental al amanecer. Antes del amanecer, la sombra de la Tierra parece retroceder a medida que sale el Sol; Después del atardecer, la sombra parece elevarse a medida que se pone el Sol.
La sombra de la Tierra se ve mejor cuando el horizonte es bajo, como sobre el mar, y cuando las condiciones del cielo son despejadas. Además, cuanto mayor sea la elevación del observador para ver el horizonte, más nítida aparecerá la sombra.

## Cinturón de Venus

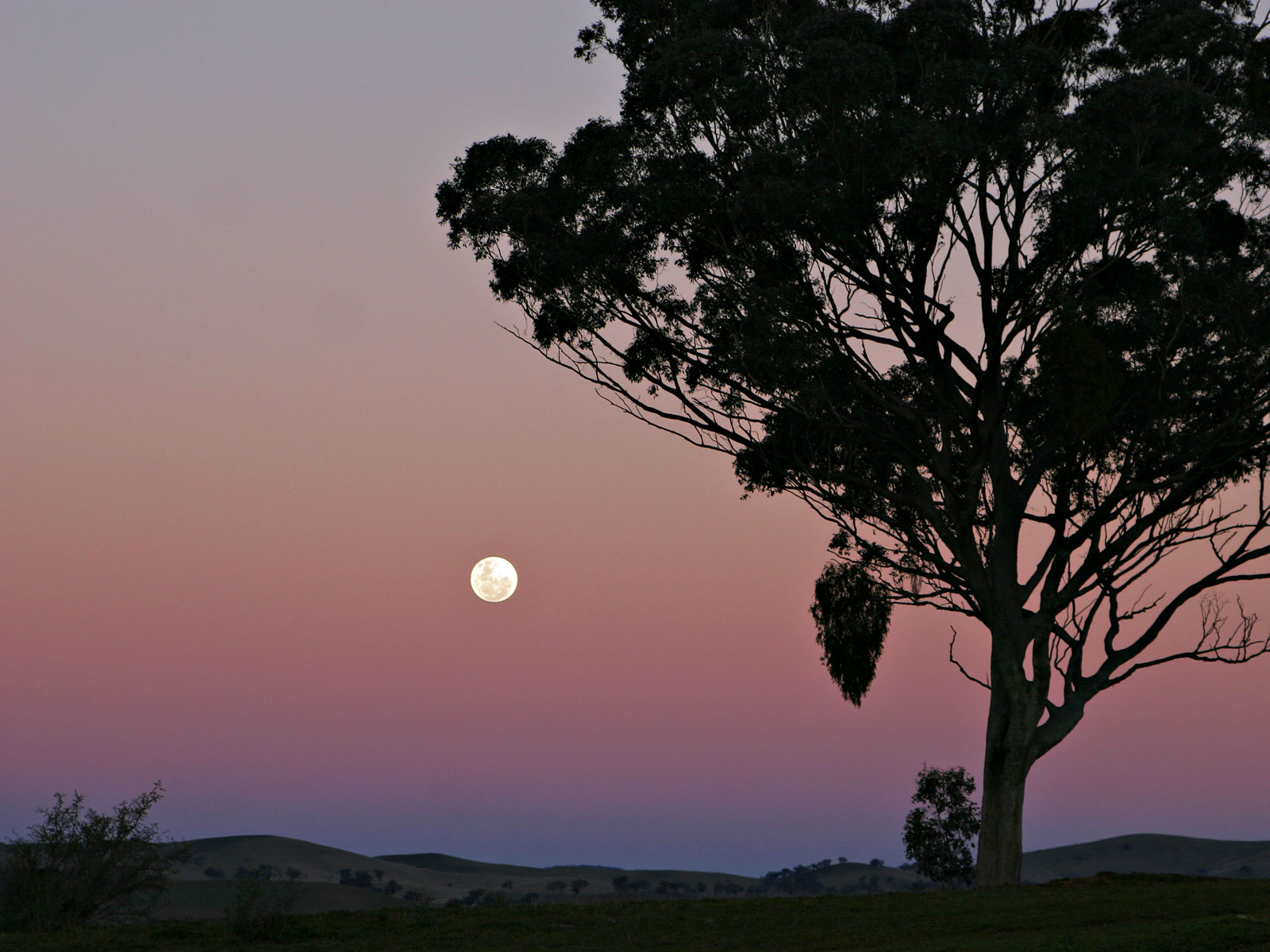
Salida de la luna llena, como se ve a través del Cinturón de Venus. Una parte muy pequeña de la sombra de la Tierra (azul oscuro) también es visible en esta imagen, pero el horizonte aquí es demasiado alto para que se vea más sombra de la Tierra.

Un fenómeno relacionado en la misma parte del cielo es el Cinturón de Venus, o arco anti-crepuscular, una banda rosada visible sobre la sombra azulada de la sombra de la Tierra, llamada así por el planeta Venus que, cuando es visible, normalmente se encuentra en esta región del cielo Ninguna línea definida divide la sombra de la Tierra y el Cinturón de Venus; una banda de color se funde con la otra en el cielo.
El Cinturón de Venus es un fenómeno bastante diferente del resplandor crepuscular, que aparece en la parte geométricamente opuesta del cielo. 

### Color
Cuando el Sol está cerca del horizonte al ocaso o al amanecer, la luz del sol aparece rojiza. Esto se debe a que los rayos de luz penetran en una capa especialmente gruesa de la atmósfera, que funciona como un filtro, dispersando todas las longitudes de onda más largas (más rojas). 
Desde la perspectiva del observador, la luz solar roja ilumina directamente pequeñas partículas en la atmósfera inferior en el cielo opuesto al Sol. La luz roja se remite al observador, razón por la cual el Cinturón de Venus parece rosado. 
Cuanto más bajo desciende el Sol poniente, menos definido aparece el límite entre la sombra de la Tierra y el Cinturón de Venus. Esto se debe a que el sol poniente ahora ilumina una parte más delgada de la atmósfera superior. Allí, la luz roja no se dispersa porque hay menos partículas presentes, y el ojo solo ve el cielo azul "normal" (habitual), que se debe a la dispersión de Rayleigh de las moléculas de aire. Finalmente, tanto la sombra de la Tierra como el Cinturón de Venus se disuelven en la oscuridad del cielo nocturno.

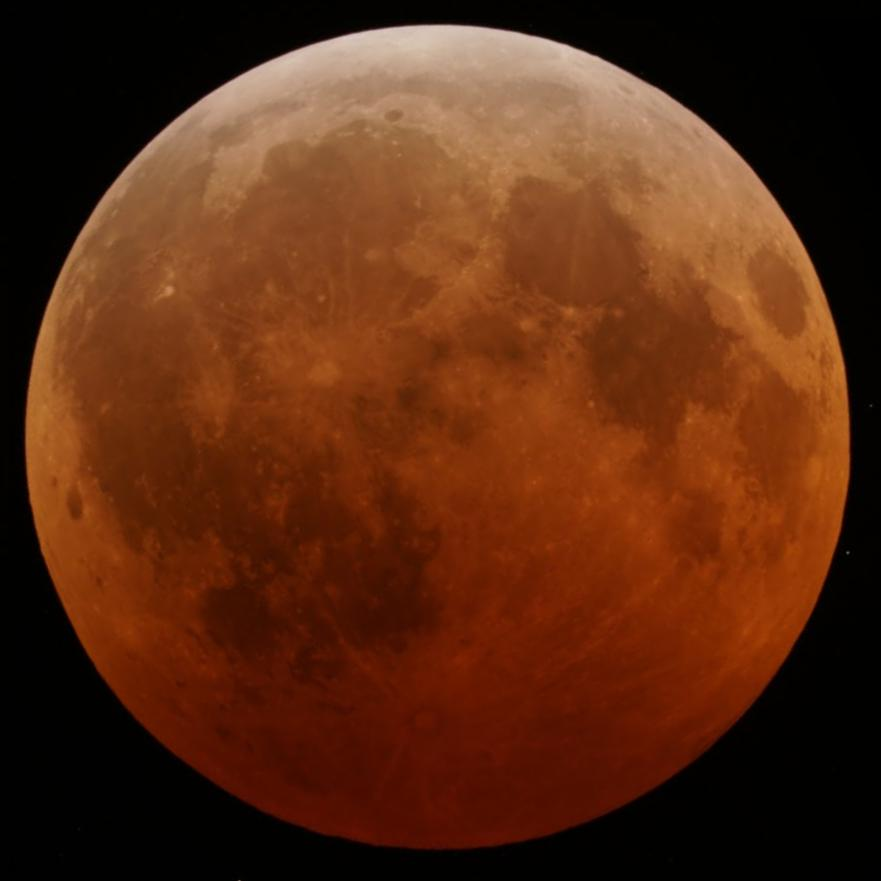
Un eclipse lunar total el 21 de diciembre de 2010, muestra la luz rojiza que cae sobre la superficie de la Luna.

## Color de los eclipses lunares
La sombra de la Tierra es tan curva como el planeta mismo, y su umbra se extiende 1,400,000 km (870,000 mi) al espacio exterior. (La antumbra, sin embargo, se extiende indefinidamente.) Cuando el Sol, la Tierra y la Luna están perfectamente alineados (o casi), con la Tierra entre el Sol y la Luna, la sombra de la Tierra cae sobre la superficie lunar hacia el lado nocturno del planeta, de modo que la sombra gradualmente oscurece Luna llena, causando un eclipse lunar. 
Incluso durante un eclipse lunar total, una pequeña cantidad de luz solar aún llega a la Luna. Esta luz solar indirecta se ha refractado a medida que pasa a través de la  atmósfera de la Tierra. Las moléculas de aire y las partículas en la atmósfera de la Tierra dispersan las longitudes de onda más cortas de esta luz solar; así, las longitudes de onda más largas de luz rojiza alcanzan la Luna, de la misma manera que la luz al atardecer o al amanecer parece rojiza. Esta débil iluminación roja le da a la Luna eclipsada un color tenuemente rojizo o cobrizo.